# Festival RTP da Canção 1984
O XXI Festival RTP da Canção 1984 foi o vigésimo-primeiro Festival RTP da Canção e teve lugar no dia 7 de Março de 1984 no Auditório Europa.
Os apresentadores foram Fialho Gouveia e Manuela Moura Guedes.
A 28 de dezembro de 2022, aquando do falecimento de Linda de Suza, a RTP disponibilizou na íntegra a gravação do festival na RTP Arquivos.

## Festival
Em 1984 a RTP volta a inovar no modelo que escolheu para este Festival da Canção.
A estação pública de televisão abriu concurso aos compositores portugueses e apurou 16 canções que seriam submetidas a uma final, com a finalidade de apurar 6 canções para a super-final.
Tanto a final como a super-final aconteceram na noite de 7 de Março, no Auditório Europa, em Campo de Ourique, Lisboa.
Devido a uma greve dos músicos a RTP optou por recorrer a música gravada, com exceção de Maria Guinot que se fez acompanhar a si própria.
O júri distrital foi dispensado e substituído por um júri de sala, constituido por 18 personalidades da vida cultural portuguesa, conforme se poderá ver na página da votação.
A primeira parte deste festival foi preenchida pela atuação de Linda de Suza que foi a Presidente do Júri, sem direito a voto.
Na segunda parte deste espetáculo foram apresentadas as 16 canções, seguindo-se a votação, onde cada jurado indigitava ou não a passagem à super-final de cada canção.
Contadas estas indigitações chegou-se aos 6 temas finalistas.
Na terceira parte António Sala (Canção nº 2), Adelaide Ferreira (Canção nº 5), Maria Guinot (Canção nº 6), Banda Tribo (Canção nº 8), Samuel (Canção nº 9) e Paco Bandeira (Canção nº 13) interpretaram, de novo, os temas finalistas.
O júri dispunha de 1 a 10 votos para atribuir a cada uma das canções finalistas.
No final da votação a canção "Silêncio e tanta gente" da autoria e com interpretação de Maria Guinot foi consagrada a grande vencedora com 150 pontos, deixando o tema "Pelo fim da tarde", interpretado por Samuel a 10 pontos de distância.
Adelaide Ferreira ganhou o Prémio de Interpretação pela sua prestação com "Quero-te, choro-te, odeio-te, adoro-te".

### Final
| #   | Artista                    | Canção                                   | Letra (l) / Música (m) | Pontuação | Classificação |
| --- | -------------------------- | ---------------------------------------- | --- | --------- | ------------- |
| 1º  | Zélia Rodrigues            | "Tricot de cheiros"                      | Fernando Tordo (m), Joaquim Pessoa (l) | 8º        | 8             |
| 2º  | António Sala               | "Uma canção amiga"                       | António Sala (m), Carlos Castro (l) | 6º        | 10            |
| 3º  | Doce                       | "O barquinho da esperança"               | Pedro Ayres Magalhães (m), Miguel Esteves Cardoso (l)                                                                                         | 11º       | 2             |
| 4º  | Quinteto Paulo de Carvalho | "(Já) Pode ser tarde"                    | Paulo de Carvalho (m & l) | 7º        | 9             |
| 5º  | Adelaide Ferreira          | "Quero-te, choro-te, odeio-te, adoro-te" | Rui Guedes (m), Tozé Brito (l) | 4º        | 11            |
| 6º  | Maria Guinot               | "Silêncio e tanta gente"                 | Maria Guinot (m & l) | 1º        | 17            |
| 7º  | Marisa                     | "Num olhar"                              | Júlio dos Santos Costa (m), Mário Contumélias (l)                                                                                             | 13º       | 0             |
| 8º  | Banda Tribo                | "A padeirinha de Aljubarrota"            | Fernando Amaral Gomes, José Gonçalo Amaral Gomes, Ana Sofia Cid, José Ferreira de Oliveira, Mario Jorge Ferreira e João Paulo Pereira (m & l) | 3º        | 12            |
| 9º  | Samuel                     | "Pelo fim da tarde"                      | Fernando Calvário (m), Mário Tavares (l) | 2º        | 14            |
| 10º | Isabel Soares              | "O (nosso) Reencontro"                   | Manuel José Soares (m & l) e Armindo Neves (l)                                                                                                | 13º       | 0             |
| 11º | Samuel e Cristina          | "Este quadro"                            | Pedro Calvário (m), José Sottomayor (l) | 13º       | 0             |
| 12º | Rita Ribeiro               | "Notícias vêm, notícias vão"             | Tozé Brito (m), António Tavares Teles (l) | 12º       | 1             |
| 13º | Paco Bandeira              | "Que coisa é esta vida"                  | Pedro Osório (m), Nuno Gomes dos Santos (l)                                                                                                   | 4º        | 11            |
| 14º | José Campos e Sousa        | "Cidade mar"                             | José Campos e Sousa (m), António Tinoco (l)                                                                                                   | 13º       | 0             |
| 15º | Fernando Tordo             | "Canto de passagem"                      | Fernando Tordo (m), Joaquim Pessoa (l) | 10º       | 6             |
| 16º | Samuel                     | "Maneira de ser"                         | Pedro Calvário (m), José Sottomayor e Mário Tavares (l)                                                                                       | 8º        | 8             |

### Super-final
| #  | Artista           | Canção                                   | Letra (l) / Música (m) | Pontuação | Classificação |
| -- | ----------------- | ---------------------------------------- | --- | --------- | ------------- |
| 1º | António Sala      | "Uma canção amiga"                       | António Sala (m), Carlos Castro (l) | 6º        | 82            |
| 2º | Adelaide Ferreira | "Quero-te, choro-te, odeio-te, adoro-te" | Rui Guedes (m), Tozé Brito (l) | 5º        | 109           |
| 3º | Maria Guinot      | "Silêncio e tanta gente"                 | Maria Guinot (m & l) | 1º        | 150           |
| 4º | Banda Tribo       | "A padeirinha de Aljubarrota"            | Fernando Amaral Gomes, José Gonçalo Amaral Gomes, Ana Sofia Cid, José Ferreira de Oliveira, Mario Jorge Ferreira e João Paulo Pereira (m & l) | 3º        | 113           |
| 5º | Samuel            | "Pelo fim da tarde"                      | Fernando Calvário (m), Mário Tavares (l) | 2º        | 140           |
| 6º | Paco Bandeira     | "Que coisa é esta vida"                  | Pedro Osório (m), Nuno Gomes dos Santos (l)                                                                                                   | 4º        | 110           |